# Suchomasty
Suchomasty jsou obec v okrese Beroun ve Středočeském kraji, asi osm kilometrů jižně od Berouna. Včetně části Borek v obci žije 535 obyvatel.

## Historie
První písemná zmínka o vesnici pochází z roku 1088 a nachází se ve falzu pro vyšehradskou kapitulu z poloviny dvanáctého století. To se pravděpodobně vztahuje k archeologicky doloženému sídlišti, které se od přelomu devátého a desátého století do počátku šestnáctého století nacházelo na polích západně od Suchomast (mezi Čertovým rybníkem a zástavbou vesnice). V raném středověku sídliště zaujímalo plochu nejméně třinácti hektarů a v závěru období v něm probíhalo zpracování mědi a jiných neželezných kovů. Jedním z dokladů je nález nekvalitního a při výrobě pokaženého malého zvonu. Celkově sídliště představovalo regionální centrum druhého řádu a odpovídá popisům tzv. trhových vsí, byť obchodní složka je v nálezech zastoupena jen okrajově. Osídlení v oblasti západně od vesnice existovalo i ve vrcholném středověku, ale jeho podoba je nejasná. Mohlo se jednat o samostatný dvůr, opuštěnou část středověkých Suchomast nebo zaniklou vesnici neznámého jména.

### Územněsprávní začlenění
Dějiny územněsprávního začleňování zahrnují období od roku 1850 do současnosti. V chronologickém přehledu je uvedena územně administrativní příslušnost obce v roce, kdy ke změně došlo:
- 1850 země česká, kraj Praha, politický okres Smíchov, soudní okres Beroun[5]
- 1855 země česká, kraj Praha, soudní okres Beroun
- 1868 země česká, politický okres Hořovice, soudní okres Beroun
- 1936 země česká, politický i soudní okres Beroun[6]
- 1939 země česká, Oberlandrat Kolín, politický i soudní okres Beroun[7]
- 1942 země česká, Oberlandrat Praha, politický i soudní okres Beroun[8]
- 1945 země česká, správní i soudní okres Beroun[9]
- 1949 Pražský kraj, okres Beroun[10]
- 1960 Středočeský kraj, okres Beroun
- 2003 Středočeský kraj, okres Beroun, obec s rozšířenou působností Beroun

### Rok 1932
V obci Suchomasty (přísl. Borek, 753 obyvatel, poštovní úřad, četnická stanice, katol. kostel) byly v roce 1932 evidovány tyto živnosti a obchody: biograf Sokol, obchod s dobytkem, holič, 2 hostince, kolář, konsum Včela, kovář, krejčí, 2 mlýny (Elbogen, Maleček), obchod s obuví Baťa, obuvník, pekař, 2 obchody s lahvovým pivem, stáčírna piva, pivovar (Mareš), řezník, sedlář, 3 obchody se smíšeným zbožím, trafika, truhlář, velkostatkář Elbogen.

## Přírodní poměry

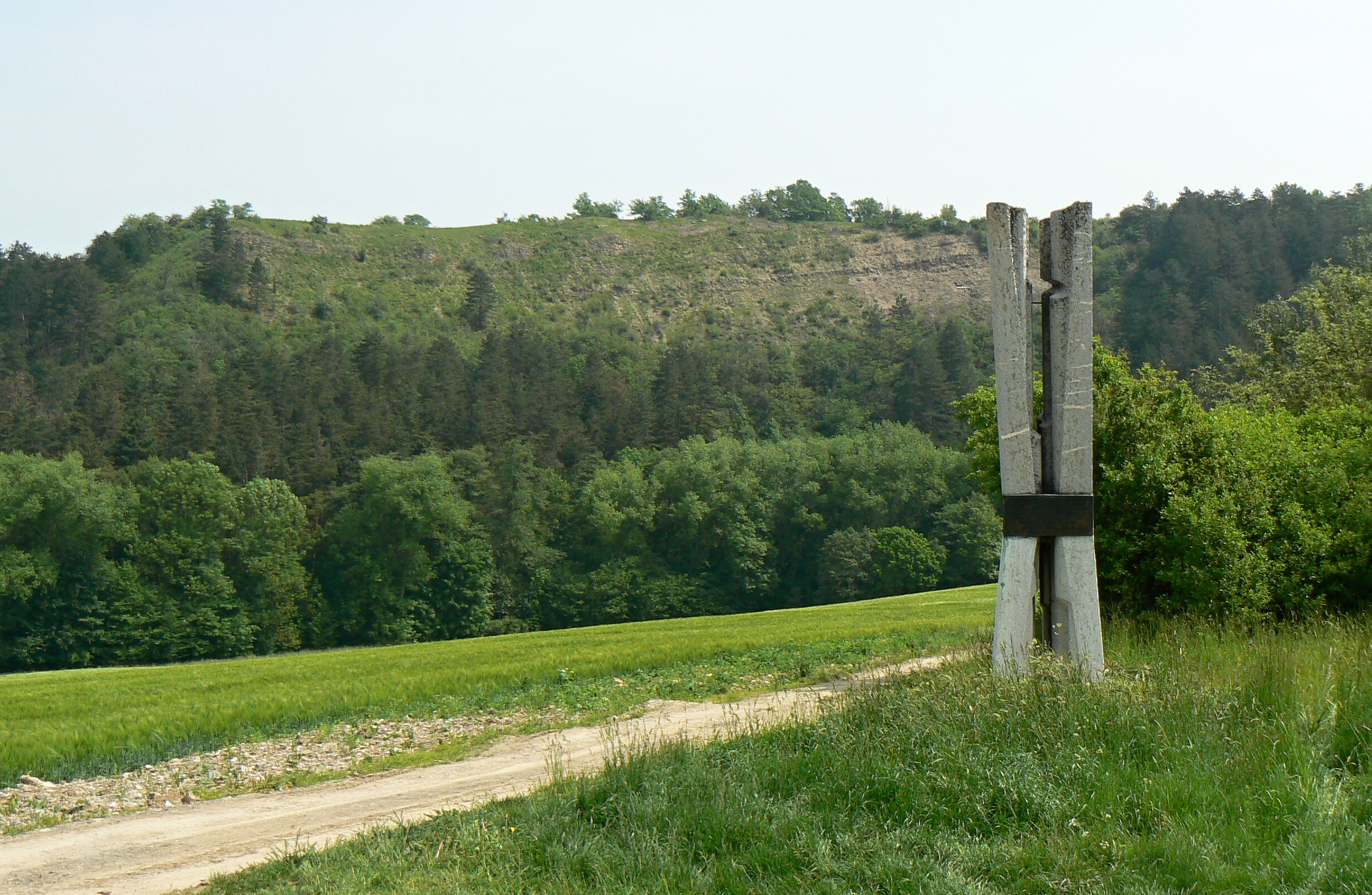
NPR Klonk u Suchomast – stratotyp siluru a devonu

Na severním okraji vesnice leží národní přírodní památka Klonk. Dále na severovýchod se nachází přírodní rezervace Na Voskopě a do severovýchodního cípu správního území obce zasahuje část přírodní rezervace Kobyla.

## Části obce
Obec Suchomasty se skládá ze dvou částí, které leží v katastrálním území Suchomasty:
- Borek
- Suchomasty

## Doprava
Dopravní síť
- Pozemní komunikace – Do obce vedou silnice III. třídy.
- Železnice – Železniční trať ani stanice na území obce nejsou.

Veřejná doprava 2011
- Autobusová doprava – Z obce vedly autobusové linky např. do těchto cílů: Beroun, Hostomice, Jince, Libomyšl, Příbram (dopravce PROBO BUS).

## Pamětihodnosti

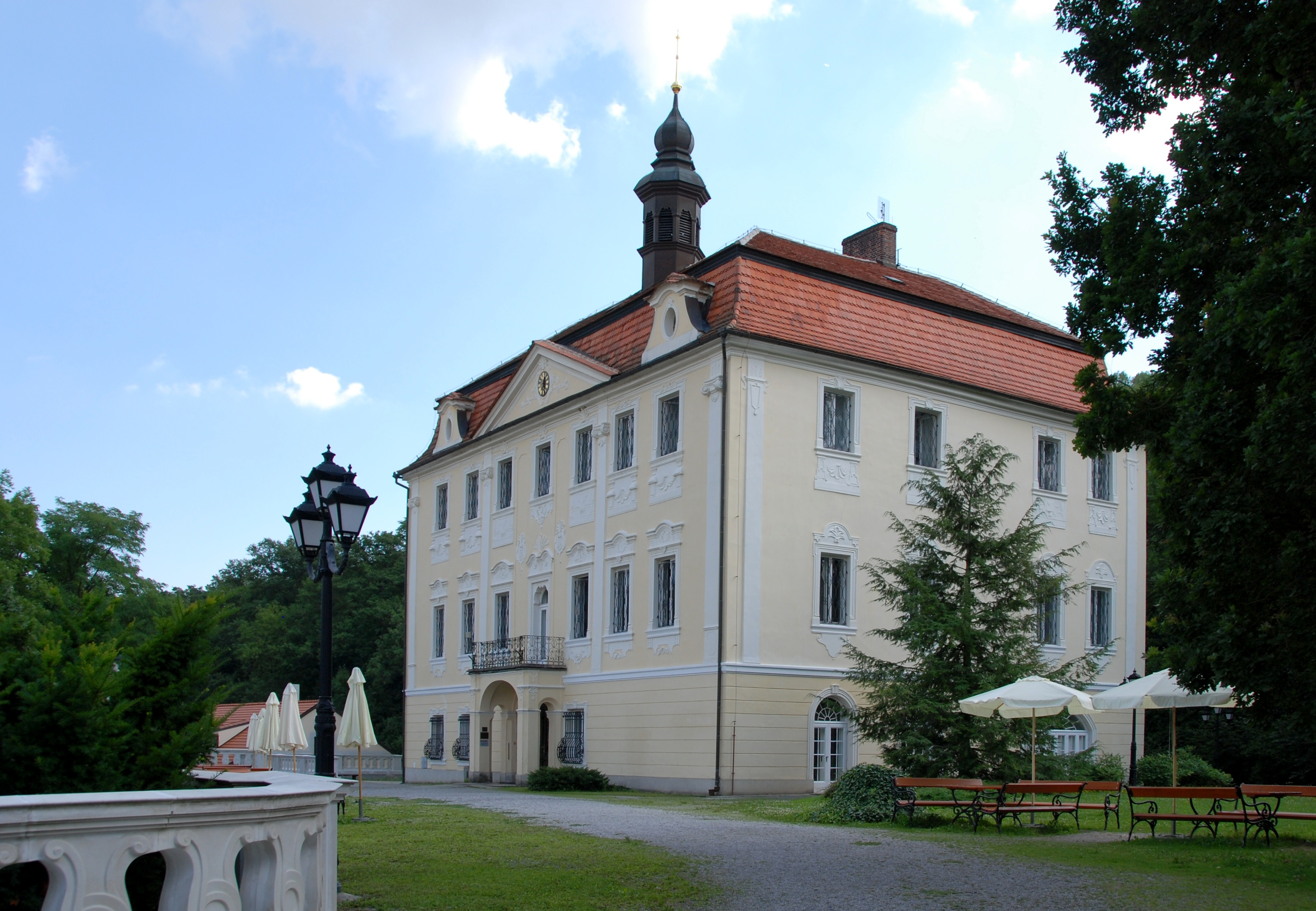
Zámek

- Suchomastský zámek na okraji vesnice vznikl na místě starší tvrze ze 14. století.[12] V 16. století byla tvrz přestavěna na renesanční zámek,[12] který nechal hrabě Václav z Bubna v 18. století upravit v barokním slohu.[13]
- Kostel svatého Mikuláše
- Kaplička
- Základní škola
- Pomník Františka Cajthamla-Liberté
- Dub u Suchomast

## Rodáci
- František Cajthaml (1868–1936), český spisovatel a dělnický aktivista